# Tullio Pandolfini
Tullio Pandolfini   (Florència, 6 d'agost de 1914 - Florència, 23 d'abril de 1999) va ser un waterpolista italià que va competir durant la dècada de 1940. Era germà del també waterpolista Gianfranco Pandolfini.
El 1948 va prendre part en els Jocs Olímpics de Londres, on va guanyar la medalla d'or en la competició de waterpolo. També guanyà el Campionat d'Europa de waterpolo de 1947.